# Rafał Hejmej
Rafał Hejmej (ur. 15 lipca 1980 w Bydgoszczy) – polski wioślarz, reprezentant Polski w ósemce ze sternikiem podczas Letnich Igrzysk Olimpijskich w Atenach (8. miejsce), Letnich Igrzysk Olimpijskich w Pekinie (5. miejsce) oraz Letnich Igrzysk Olimpijskich w Londynie. Zawodnik Zawiszy Bydgoszcz.
Jest żołnierzem Wojska Polskiego w stopniu podporucznika.

## Osiągnięcia
- Mistrzostwa Świata – Lucerna 2001 – ósemka – 12. miejsce[1].
- Mistrzostwa Świata – Sewilla 2002 – ósemka – 11. miejsce[1].
- Mistrzostwa Świata – Mediolan 2003 – dwójka bez sternika – 19. miejsce[1].
- Igrzyska Olimpijskie – Ateny 2004 – ósemka – 8. miejsce[1].
- Mistrzostwa Świata – Gifu 2005 – ósemka – 5. miejsce[1].
- Mistrzostwa Świata – Eton 2006 – ósemka – 6. miejsce[1].
- Mistrzostwa Świata – Monachium 2007 – ósemka – 5. miejsce[1].
- Mistrzostwa Europy – Poznań 2007 – ósemka – 2. miejsce[1].
- Igrzyska Olimpijskie – Pekin 2008 – ósemka – 5. miejsce[1].
- Mistrzostwa Europy – Ateny 2008 – ósemka – 3. miejsce[1].
- Mistrzostwa Świata – Poznań 2009 – ósemka – 4. miejsce[1].
- Mistrzostwa Europy – Montemor-o-Velho 2010 – ósemka – 2. miejsce[1].